# Porto Belo
Porto Belo est une ville brésilienne du littoral de l'État de Santa Catarina.

## Géographie
Porto Belo se situe par 27° 09′ 28″ de latitude sud et par 48° 33′ 11″ de longitude ouest, à une altitude de 1 mètre.
Sa population était de 16 118 habitants au recensement de 2010. La municipalité s'étend sur 93 km2.
Elle fait partie de la microrégion d'Itajaí, dans la mésorégion de la Vallée du rio Itajaí.

## Histoire

### Période pré-européenne
Les premiers occupants des lieux sont probablement des groupes de chasseurs-cueilleurs originaires de la vallée du rio Uruguai, arrivés sur le territoire de Santa Catarina actuel vers 3 000 ans av. J.-C. Autour de 1 000 ans av. J.-C., les premiers noyaux de tribus se forment, nommés alors « Jê ». Sur le littoral vivent des Indiens de la nation Tupi-Guaraní, nommés Carijós. De la présence indigène à Porto Belo, seuls restent certains toponymes d'origine tupi-guarani, des pièces archéologiques et des inscriptions rupestres.

### Les premiers visiteurs
La région, anciennement nommée Enseada das Garoupas, est souvent visitée par les Portugais dans leurs tentatives d'occuper le territoire après la découverte du Brésil. Les rapports des explorateurs sont alors toujours les mêmes : terres pauvres en or, montagnes proches du littoral, terres marécageuses, donc de peu d'intérêt pour la couronne portugaise. Ils décrivent cependant l'existence d'une anse aux eaux tranquilles, idéales pour abriter les navires des tempêtes.
En 1703, une première tentative d'occupation de la terre est mise en place. Le Portugais Domingos de Oliveira Rosa se fixe dans la baie à la recherche d'or. Mais le peu de succès de sa tentative le pousse à renoncer rapidement.  En 1753, le gouvernement portugais fonde un noyau de peuplement dans la région. Il envoie 60 couples depuis les Açores pour commencer une colonisation. La croissance de la petite colonie est lente et difficile du fait de sa situation loin du centre administration de la capitainerie de Santa Catarina et des attaques des Espagnols.

### Développement de la colonie
En 1818, la petite colonie de Enseada das Garoupas est élevée au rang de colonie sous le nom de Nova Ericeira, après l'arrivée de 101 personnes amenées depuis Ericeira au Portugal, pour développer l'activité de pêche dans la région. Petit à petit, la population augmente et la colonie devient freguesia en 1824. La concentration de population et l'existence de divers équipements (écoles, poste militaire, église et même un chirurgien) fait de la localité un important centre à mi-chemin entre São Francisco et Desterro. La localité possède également l'un des meilleurs ports de la région, fait de grande importance car la mer est encore le principal moyen de communication à l'époque. Le nom de Nova Ericeira n'est pas vraiment appliqué et la ville continue de s'appeler Enseada das Garoupas jusqu'au 13 octobre 1832, quand elle change de nom pour Vila de Porto Belo (« village du beau port » en français), pour la beauté et la tranquillité de ses eaux. Le 13 décembre de cette même année est créée la municipalité de Porto Belo, démembrée de São Francisco.

## Administration
La municipalité est constituée d'un seul district, siège du pouvoir municipal.

## Villes voisines
Porto Belo est voisine des municipalités (municípios) suivantes :
- Itapema
- Bombinhas
- Tijucas